# Лотар Франц фон Шьонборн
Лотар Франц фон Шьонборн (на немски: Lothar Franz von Schönborn Erzbischof von Mainz; * 4 октомври 1655, Щайнхайм, Ханау; † 16 ноември 1729, Майнц) от благородническата фамилия Шьонборн, е княжески епископ на Бамберг (1693 – 1729), курфюрст и архиепископ на Курфюрство Майнц (1695 – 1729), ерцканцлер за Германия.

## Биография
Той е най-малкият син на фрайхер Филип Ервайн фон Шьонборн (1607 – 1668) и съпругата му Мария Урсула фон Грайфенклау цу Фолрадс (1612 – 1682), дъщеря на фрайхер Хайнрих Грайфенклау фон Фолрадс (1577 – 1638) и Анна Мария цу Елтц (1575 – 1640). Майка му е племенница на Георг Фридрих фон Грайфенклау цу Фолрадс, архиепископ на Майнц, епископ на Вормс († 1629).
По-големият му брат е граф Мелхиор Фридрих фон Шьонборн-Буххайм (1644 – 1717), който е баща на Йохан Филип Франц фон Шьонборн, епископ на Вюрцбург († 1724), Фридрих Карл фон Шьонборн, епископ на Бамберг и Вюрцбург († 1746), кардинал Дамиан Хуго Филип фон Шьонборн, епископ на Шпайер и Констанц († 1743), Франц Георг фон Шьонборн, архиепископ на Трир († 1756) и Рудолф Франц Ервайн фон Шьонборн († 1754), дипломат и композитор.
Лотар Франц е образован в йезуитския колеж в Ашафенбург. През 1665 г. той е катедрален ицелар във Вюрцбург, от 1667 в Бамберг, а от 1674 е на служба в катедралата на Майнц. Пътува в Холандия, Франция и Италия.
От 1673 до 1675 г. учи във Виена и става про-императорски привърженик. ТПрез 1681 г. става домхер в Бамберг и във Вюрцбург през 1683 г. За епископа на Бамберг той участва в различни дипломатически мисии и е номиниран за президент на дворцовата камера. През 1689 г. той е с холастикус и кустос в Бамберг и домхер в Майнц. През 1694 г. Лотар Франц украсява двореца Гайбах, а по-късно прави и парк за двореца Зехоф.
През 1693 г. Лотар Франц е избран за епископ на Бамберг. През 1695 г. против препоръката на императора е избран за архиепископ на Майнц, след като през 1694 г. той е коадютор. Той получава малко след това архиепископският палиум и е помазан за свещеник и епископ.
Лотар Франц фон Шьонборн, както по-късно неговите племенници, е значим строител. Той построява втори крепостен кръг и пет кули около град Майнц (1710 – 1730).

## Галерия
- Новата резиденция Бамберг, строена 1697 – 1703
- Увеселителен дворец Фаворите (Майнц), строен 1700 – 1722
- Дворец Вайсенщайн (Померсфелден), строен 1711 – 1718
- Курмайнцска Щатхалтерай в Ерфурт, разширен 1713 – 1720